# Villemomble
Villemomble es una ciudad de Francia situada en el departamento de Sena-Saint Denis, en la región de Isla de Francia.

## Demografía
| 24 540 | 28 756 | 28 727 | 27 571 | 26 863 | 26 995 | 30 332 |
| Para los censos de 1962 a 1999 la población legal corresponde a la población sin duplicidades (Fuente: INSEE [Consultar]) |        |        |        |        |        |        |